# Онищенко Вадим Прохорович
Вадим Прохорович Онищенко (10 березня 1911, місто Глухів Чернігівської губернії, тепер Сумської області — 18 листопада 1991, місто Київ) — український радянський і компартійний діяч, депутат Верховної Ради СРСР 4-го скликання, депутат Верховної Ради УРСР 3-го скликання. Член ЦК КПУ в 1952—1960 рр.

## Життєпис
Народився в родині вчителя. У 1930 році закінчив профтехшколу, а у 1934 році — Шосткинський хіміко-технологічний інститут.
У 1934 році — інженер будівельної дільниці на будівництві комбінату.
З кінця 1934 року до 1940 року працював інженером-конструктором, начальником проектного відділу, начальником відділу капітального будівництва і начальником будівельного управління в Донецькій (Ворошиловградській) області.
З 1940 року — начальник відділу монтажних робіт тресту у місті Харкові, начальник капітального будівництва Харківського заводу імені Т. Г. Шевченка.
Член ВКП(б) з 1941 року.
З вересня 1941 року — начальник будівництва і головний інженер будівництва в місті Сарапул Удмуртської АРСР. У жовтні 1943 року його вибирають заступником секретаря Сарапульського міського комітету ВКП(б) по промисловості.
З квітня 1944 року — заступник завідувача промислового відділу Херсонського обласного комітету КП(б)У.
У 1945 (затв. у жовтні 1945) — листопаді 1948 року — заступник секретаря Херсонського обласного комітету КП(б)У по будівництву і будівельних матеріалах.
У грудні 1948 — вересні 1949 року — завідувач промислово-транспортного відділу Херсонського обласного комітету КП(б)У.
У вересні 1949 — 8 березня 1951 року — 2-й секретар Херсонського обласного комітету КП(б)У.
8 березня 1951 — лютий 1954 року — 1-й секретар Херсонського обласного комітету КПУ.
19 лютого — 15 вересня 1954 року — міністр житлово–цивільного будівництва Української РСР. 15 вересня 1954 — 31 травня 1957 року — міністр міського і сільського будівництва Української РСР.
З червня 1957 до травня 1960 року — член колегії Міністерства внутрішніх справ Української РСР та начальник штабу Місцевої протиповітряної оборони (МППО) при МВС УРСР.
З травня 1960 року — заступник міністра внутрішніх справ Української РСР, генерал внутрішньої служби 3-го рангу (з 1965 року).
Проживав у місті Києві. Похований на Байковому цвинтарі.

## Нагороди
Нагороджений орденом «Знак пошани», медаллю «За доблесну працю у Великій Вітчизняній війні 1941—1945 р.р». медаллю «За перемогу над Німеччиною у Великій Вітчизняній війні 1941—1945 рр.».